# Sequence Virus 2003
『Sequence Virus 2003』（シークエンス ヴァイラス 2003）は、2003年12月15日にリリースされた浅倉大介の1stクラブミックスアルバム。発売元はDarwin Record。

## 概要
2003年9月から10月にかけて行われたクラブイベント「Sequence Virus」において演奏された自身のソロ及びIcemanの楽曲をクラブミックスした音源を収録したアルバム。収録曲のうち「INTERLUDE」「replicate VIRUS」は新曲。

## 収録曲
1. INTERLUDE
  - 作曲・編曲：浅倉大介
2. WISH MATRIX
  - 作詞：麻倉真琴　作曲・編曲：浅倉大介
3. ride on free
  - 作詞：麻倉真琴　作曲・編曲：浅倉大介
4. CAUTION!
  - 作詞：麻倉真琴　作曲・編曲：浅倉大介
5. SIREN’S MELODY
  - 作詞：麻倉真琴　作曲・編曲：浅倉大介
6. beautiful symphony ~ only for your life
  - 作詞：麻倉真琴　作曲・編曲：浅倉大介
7. replicate VIRUS
  - 作曲・編曲：浅倉大介
8. dope light
  - 作詞：伊藤賢一　作曲・編曲：浅倉大介
9. GATE II ~ sensitive gate
  - 作詞：伊藤賢一　作曲・編曲：浅倉大介